# Gerald Green
Gerald Green, Jr. (Houston, Texas, 26 de enero de 1986) es un jugador de baloncesto estadounidense que disputó 12 temporadas en la NBA. Mide 2,01 metros y juega de escolta.
Dio el salto a la NBA en verano de 2005, cuando se declaró elegible para el Draft 2005 sin tan siquiera pasar por la Universidad. Fue elegido en la decimoctava posición por los Boston Celtics. Sin embargo, no sería hasta el All-Star 2007 cuando adquiriría cierta fama mundial, al ganar el Concurso de Mates de ese año celebrado en Las Vegas.
Es el hermano mayor del también jugador profesional Garlon Green.
Desde octubre de 2021 es entrenador asistente.

## Biografía
Green nació en Houston, Texas. Cuando tenía ocho años sufrió un accidente doméstico al hacer un mate en una canasta construida por él mismo. Se enganchó el dedo anular con un clavo y como consecuencia perdió dos falanges de dicho dedo.[cita requerida]

## Trayectoria deportiva

### High School
Green no jugó en high school hasta su segundo año. En su temporada júnior fue cortado debido a sus malas notas en el instituto. Fue transferido a un instituto de Houston, la Gulf Shores Academy, donde repitió curso. En su última temporada promedió 33 puntos, 12 rebotes, 7 asistencias y 3 tapones por lo que fue elegido para disputar el partido McDonald's All-American, que reúne anualmente a los mejores jugadores de instituto del país, donde además ganó el concurso de mates por delante de Josh McRoberts.

### Profesional
Boston Celtics
Fue elegido por Boston Celtics en la posición 18 del draft de la NBA de 2005. En su primera temporada, y debido a que no contaba con muchos minutos, fue enviado a jugar en la NBA Development League, primero con Fayetteville Patriots y posteriormente con Florida Flame. En el All-Star 2007 celebrado en Las Vegas, se proclamó campeón del Concurso de Mates tras imponerse en la final al defensor del título Nate Robinson. Finalizó la temporada con unos promedios de 10.4 puntos por partido. Los Celtics acabarían la temporada firmando un balance de 24 victorias y 58 derrotas, incluyendo 14 derrotas consecutivas, la peor racha de la historia del equipo.
Minnesota Timberwolves
El 21 de julio de 2007 fue incluido en el lote de jugadores que completaban Al Jefferson, Ryan Gomes, Theo Ratliff y Sebastian Telfair que fueron traspasados a Minnesota Timberwolves a cambio de Kevin Garnett. Volvió a llegar a la final del concurso de mates (celebrado en New Orleans) siendo derrotado esta vez por Dwight Howard.
Houston Rockets
El 21 de febrero de 2008 fue traspasado a Houston Rockets a cambio de Kirk Snyder. Sin embargo, tras jugar solamente un partido, Green fue cortado el 8 de marzo. 
Dallas Mavericks
Tras pasar el resto de la temporada sin equipo, fichó por Dallas Mavericks el 3 de julio de 2008. Con el equipo tejano jugó 30 partidos de temporada regular, saliendo de titular en 12 de ellos, con unos promedios de 5.2 puntos, 1.4 rebotes y 0.4 asistencias por partido. Los Mavericks finalizaron con un récord de 50-32, el sexto mejor de la Conferencia Oeste. Esta sería la primera vez que Green disputase los playoffs en su carrera. Su equipo eliminó a los San Antonio Spurs en Primera Ronda al imponerse por 4-1 en el cómputo global. Sin embargo los Mavs fueron eliminados por el mismo resultado ante los Denver Nuggets.
Periplo por Rusia
Tras abandonar los Mavericks, durante el mes de noviembre de 2009 se rumoreó el posible fichaje de Green por el Real Madrid. Finalmente en diciembre firmó por el Lokomotiv Kuban de la Superliga Rusa. Participó en el Concurso de Mates de la Liga Rusa junto con James White, Pops Mensah Bonsu, Igor Tkachenko (hijo del mítico Vladimir) y Vladimir Zaitsev, ganando White al final. Terminó la campaña firmando 16.3 puntos y 3.8 rebotes por partido. El 3 de agosto de 2010 fichó por el Krasnye Krylya Samara.
China
En octubre de 2011 fichó por los Foshan Dralions de la Chinese Basketball Association, aunque el 1 de diciembre fue despedido por el conjunto chino.
Los Angeles D-Fenders
Una vez desbloqueado el lockout de la NBA, Green fue contratado por Los Angeles Lakers junto con Josh McRoberts y Malcom Thomas. Disputó un partido de pretemporada ante Los Angeles Clippers, en el que jugó ocho minutos sin anotar ningún punto. Al día siguiente, el 22 de diciembre de 2012 (a tres días del inicio de la competición), fue cortado por el equipo angelino.
A los pocos días fichó por el equipo vinculado a los Lakers en la D-League: Los Angeles D-Fenders. Sus promedios de 19.1 puntos y 4.1 rebotes (incluyendo 30 puntos y 7 rebotes ante los Austin Toros) le permitieron disputar el Partido de las Estrellas de la D-League, del que se proclamaría MVP tras anotar 28 puntos y capturar 3 rebotes.
New Jersey Nets
Durante el All-Star firmó un contrato de diez días con los New Jersey Nets. Su regreso se produjo el 28 de febrero de 2012 ante su último equipo en la NBA los Dallas Mavericks, anotando 10 puntos y capturando 2 rebotes en la victoria de su nuevo equipo por 93-92. Tras promediar 7.7 puntos y 2.3 rebotes en tres partidos, el 6 de marzo se confirmó su renovación con otro contrato de diez días. Finalmente el 19 de marzo de 2012 los Nets anunciaron que Green se quedaría hasta final de temporada. Durante su contrato temporal, Green disputó once partidos, promediando 11.7 puntos y 2.9 rebotes por noche, incluyendo un espectacular alley-oop ante los Houston Rockets, considerado uno de los mejores mates de los últimos años. En dicho encuentro anotó 26 puntos y capturó tres rebotes, siendo el máximo anotador del partido.
Volvió a igualar su tope anotador de la temporada hasta ese momento (26) ante los Toronto Raptors en la victoria de su equipo por 98-84, aunque sería ante los Golden State Warriors donde sería la clave para que su equipo remontara y se impusiera por 100-102 al conjunto de Oakland al anotar dos canastas consecutivas: un mate para igualar el partido a 100 y una bandeja a falta de 52 segundos para el final para poner a su equipo por delante.
El 8 de abril estableció su tope anotador de la temporada al encestar 32 tantos (récord de carrera) en la victoria de su equipo ante los Cleveland Cavaliers por 122-117 en un partido que se fue a la prórroga.
Green concluyó la temporada con los mejores números de su carrera en puntos, rebotes, asistencias, tapones y robos. A pesar de ello, los Nets pusieron fin a su periplo en Nueva Jersey con un balance de 22-44, quedando últimos en su división y fuera de playoffs.
Indiana Pacers
El 12 de julio de 2012 firmó un contrato por tres años y 10 millones de dólares con Indiana Pacers.
Phoenix Suns
Antes del comienzo de la Temporada 2013-14 de la NBA fue traspasado a los Phoenix Suns. Cuando finaliza la temporada regular, Green finaliza con su mejor temporada, cuanto a números (partidos jugados, partidos de titular, minutos por partido, porcentaje de triples, porcentaje de tiros libres, asistencias, robos y puntos).
Miami Heat
El 9 de julio de 2015 firmó con Miami Heat por un año, tras un buen inicio de temporada, su rendimiento bajó de manera considerable, al igual que sus minutos.
Regreso a Boston
El 23 de julio de 2016 Green llegó a un acuerdo por un año con los Boston Celtics, franquicia que lo eligió en el draft 11 años atrás y en la inició su carrera en la NBA.
Milwaukee Bucks
El 24 de septiembre de 2017, Green firmó con Milwaukee Bucks. Pero fue cortado el 14 de octubre, antes del inicio de la temporada, tras cuatro partidos de pretemporada.
Vuelta a Houston
El 28 de diciembre de 2017, Green vuelve a Houston Rockets por segunda vez. Al término de la temporada, el 10 de julio de 2018, Green firma una extensión con los Rockets. El 22 de julio del año siguiente, vuelve a firmar por un año. El 28 de octubre de 2019, la franquicia anuncia que será operado de una fractura en el pie y que probablemente se perderá 6 meses.
Tras dos temporadas en Houston, el 4 de febrero de 2020 es traspasado a Denver Nuggets, en un traspaso múltiple entre cuatro equipos y que afectó a 12 jugadores. Pero dos días más tarde es cortado.
Después de perderse toda la temporada 2019-20 por fracturarse el pie, y ser traspasado a Denver, donde no jugó, el 1 de diciembre de 2020, vuelve a firmar con Houston Rockets. Pero el 19 de diciembre es cortado por los Rockets.

### Entrenador
El 22 de octubre de 2021 anuncia su retirada como jugador, al unirse al cuerpo técnico de los Houston Rockets como desarrollador de jugadores.

### Regreso a las canchas
En enero de 2022, decide regresar a la actividad y firma por los Rio Grande Valley Vipers de la NBA G League, con los que promedia 17,9 puntos y 5,1 rebotes por encuentro y se proclama campeón.
El 26 de marzo de 2022, firma por los Gigantes de Carolina de la Baloncesto Superior Nacional.

## Estadísticas de su carrera en la NBA

### Temporada regular
| Año     | Equipo     | PJ  | PT  | MPP  | %TC   | %3P  | %TL  | RPP | APP | ROB | TPP | PPP  |
| ------- | ---------- | --- | --- | ---- | ----- | ---- | ---- | --- | --- | --- | --- | ---- |
| 2005-06 | Boston     | 32  | 3   | 11.7 | .478  | .300 | .784 | 1.3 | .6  | .4  | .1  | 5.2  |
| 2006-07 | Boston     | 81  | 26  | 22.0 | .419  | .368 | .805 | 2.6 | 1.0 | .5  | .3  | 10.4 |
| 2007-08 | Minnesota  | 29  | 0   | 12.3 | .331  | .385 | .829 | 2.1 | 1.0 | .3  | .1  | 5.1  |
| 2007-08 | Houston    | 1   | 0   | 4.0  | 1.000 | .000 | .000 | 2.0 | .0  | .0  | .0  | 6.0  |
| 2008-09 | Dallas     | 38  | 12  | 9.9  | .439  | .304 | .844 | 1.4 | .4  | .3  | .1  | 5.2  |
| 2011-12 | New Jersey | 31  | 2   | 25.2 | .481  | .391 | .754 | 3.5 | 1.1 | .9  | .5  | 12.9 |
| 2012-13 | Indiana    | 60  | 7   | 18.0 | .366  | .314 | .800 | 2.4 | .8  | .3  | .4  | 7.0  |
| 2013-14 | Phoenix    | 82  | 48  | 28.4 | .445  | .400 | .848 | 3.4 | 1.5 | .9  | .5  | 15.8 |
| 2014-15 | Phoenix    | 74  | 4   | 19.5 | .416  | .354 | .825 | 2.5 | 1.2 | .6  | .2  | 11.9 |
| 2015-16 | Miami      | 69  | 14  | 22.6 | .392  | .323 | .783 | 2.4 | .8  | .6  | .3  | 8.9  |
| 2016-17 | Boston     | 47  | 0   | 11.4 | .409  | .351 | .805 | 1.8 | .7  | .2  | .1  | 5.6  |
| 2017-18 | Houston    | 41  | 2   | 22.7 | .407  | .369 | .850 | 3.2 | .6  | .6  | .4  | 12.1 |
| 2018-19 | Houston    | 73  | 0   | 20.2 | .400  | .354 | .838 | 2.5 | .5  | .5  | .4  | 9.2  |
| Total   | Total      | 658 | 118 | 19.8 | .417  | .361 | .818 | 2.5 | .9  | .5  | .3  | 9.7  |

### Playoffs
| Año   | Equipo  | PJ | PT | MPP  | %TC  | %3P  | %TL   | RPP | APP | ROB | TPP | PPP |
| ----- | ------- | -- | -- | ---- | ---- | ---- | ----- | --- | --- | --- | --- | --- |
| 2009  | Dallas  | 6  | 0  | 4.3  | .286 | .200 | .500  | .3  | .0  | .2  | .0  | 1.8 |
| 2013  | Indiana | 9  | 0  | 11.7 | .420 | .333 | 1.000 | 1.3 | .3  | .0  | .1  | 6.1 |
| 2016  | Miami   | 12 | 0  | 9.2  | .327 | .286 | .800  | 1.4 | .1  | .3  | .1  | 3.3 |
| 2017  | Boston  | 13 | 7  | 14.8 | .472 | .467 | .889  | 1.5 | .7  | .2  | .1  | 7.5 |
| 2018  | Houston | 17 | 0  | 16.0 | .394 | .375 | .857  | 2.9 | .1  | .2  | .4  | 6.3 |
| 2019  | Houston | 11 | 0  | 8.8  | .300 | .345 | 1.000 | 1.1 | 0.1 | 0.3 | 0.3 | 3.5 |
| Total | Total   | 68 | 7  | 11.8 | .389 | .374 | .844  | 1.7 | 0.2 | 0.2 | 0.2 | 5.1 |